# 渡辺武男
渡邊 武男（わたなべ たけお、1907年6月23日 - 1986年12月18日）は、日本の地球科学者。専門は、鉱床学・鉱物学。学位は、理学博士（東京帝国大学・論文博士・1943年）。東京大学名誉教授。東京牛込生まれ。父は陸軍中将・渡辺寿（わたなべ ひさし）。

## 経歴
- 1931年: 東京帝国大学理学部地質学科にて、加藤武夫教授の指導を受け、鉱床学を専攻して卒業
- 1931年: 北海道帝国大学理学部助手
- 1935年: 北海道帝国大学理学部講師
- 1936年: 北海道帝国大学理学部助教授
- 1937年 - 1939年: ベルリン大学・マサチューセッツ工科大学へ留学
- 1942年: 北海道帝国大学理学部教授
- 1943年: 朝鮮ホルコル鉱床の研究により東京帝国大学より理学博士の学位を取得
- 1944年: 東京帝国大学理学部教授
- 1968年: 東京大学退官、同名誉教授
- 1968年: 名古屋大学教授
- 1971年: 秋田大学学長
- 1971年: 日本学士院会員（専攻学科目: 地質学・鉱物学）[1]
- 1976年: 秋田大学学長退任・名誉教授
- 1976年: 金属鉱業事業団顧問

## 業績
各種鉱床の調査、生成過程の研究を発展させ、鉱床探査にも寄与した。特に日本に多くみられる黒鉱鉱床・含銅硫化鉄鉱鉱床（キースラーガー鉱床）・層状マンガン鉱床については、従来鉱床の形成は、その周囲の岩石（母岩）より後の時代に形成されたとする説（後成鉱床説）が有力であったが、鉱床は母岩と同時期に形成されたとする同成鉱床説を唱え、多くの観察事実から、この説を不動のものとし、世界の鉱床学に大きく貢献した。
留学中に、日本から持参した朝鮮ホルコル鉱床産の未同定鉱物を分析・研究し新鉱物小藤石を、続いて遂安石を発見。さらに日本各地のマンガン鉱床から新鉱物の吉村石、原田石、神保石、鈴木石、木下雲母を発見、命名した。
原爆投下直後、文部省学術研究会議が原爆の災害を総合的に調査研究するために原子爆弾災害調査研究特別委員会を設立した。渡辺はその地学班を率いて1945年10月と1946年5月に広島、長崎の現地調査を行い、多数の被爆岩石標本を採集した。調査の主な目的は原爆が岩石に及ぼした影響とその影響範囲の調査、岩石に残った熱線の影から爆心地を決定すること、などであった。
日本鉱山地質学会（現、資源地質学会）、日本地質学会、日本鉱物学会（現、日本鉱物科学会）の会長を務め、国際的には国際鉱物学連合、国際鉱床学連合の幹部役員、国際学術連合執行委員などでも活躍した。
1993年に北海道の手稲鉱山で発見された渡辺鉱 (watanabeite, Cu4(As,Sb)2S5) は、彼に因んで命名された。

## 受賞歴
- 1966年: 日本学士院賞（研究題目「新鉱物の発見と研究」）[6]
- 1973年: 櫻井賞

## 著書・訳書
- 渡辺武男『岩石と鉱物』三省堂〈やさしい科学選集〉、1957年。
- 渡辺武男・沢村武雄・宮久三千年編『日本地方鉱床誌 四国地方』朝倉書店、1973年。
- ヴェー・イー・スミルノフ 著、岸本文男 訳『鉱床地質学』渡辺武男監訳（新版）、丸善。